# Téleclo
Téleclo (en griego antiguo: Τήλεκλος) o Teleclo fue un rey de Esparta del siglo VIII a. C.
Pausanias escribe que el durante reinado de Téleclo tuvo lugar la conquista de Amiclas, Faris y Gerantras, ciudades periecas.
Téleclo murió en el curso de una escaramuza entre Esparta y Mesenia durante un festival en honor a Artemisa, evento que supondría el estallido de la primera guerra mesenia.
Fue sucedido por su hijo Alcámenes.